# Avenida La Sirena
La Avenida La Sirena es una vía del norte de Bogotá, en Colombia.

## Toponimia
Esta avenida es en homenaje a las sirenas de diversas leyendas y mitologías europeas. Entre las carreras 99 a 118 recibe el nombre de Avenida Las Mercedes.

## Trazado
Corresponde a la nomenclatura Calle 153 y recorre de occidente a oriente las localidades de Suba y Usaquén, salvo por la barrera natural que lo constituye los Cerros de Suba entre la Avenida Boyacá hasta la Carrera 92, por lo que deberán usar además de ambas, las avenidas Suba y Calle 170 que implican un recorrido adicional entre 4 y 5 kilómetros para continuar de una mitad a la otra.
La mitad occidental se caracteriza por ser en su inicio por falta de construcción de vía. En algunas cuadras una avenida de sentido compartido y en otras con un sentido separado a dos carriles. Mientras que en la oriental se distingue los sentidos separados a tres carriles cada uno y con ciclovía.

## Ampliaciones viales
Esta avenida ha tenido ampliaciones viales sobretodo en la mitad oriental que habían quedado pendientes por cobros de valorización, entre ellas entre la rotonda de la Carrera 54 hasta la Avenida Boyacá y la construcción de un segundo puente para el sentido oriente a occidente sobre la Autopista Norte hasta la Carrera 54.

## Rutas SiTP
- B906 Toberín,[5] parada en el barrio Barrancas Norte.
- Circular 19-9 Barrancas Norte,[6] parada en el barrio homónimo.
- Z8 Toberín-Metrovivienda,[7] parada en los barrios La Liberia y Villa Magdala (oriente-occidente) y Parque La Sonora-Colegio Anglo Colombiano (occidente-oriente).
- A915 La Porciúncula,[8] parada en Parques de Lorena.
- T62 Metrovivienda-Casablanca Norte,[9] parada en el barrio Villa Magdala (oriente-occidente) al norte y Colina Campestre-Las Margaritas Norte (occidente-oriente) al sur.
- E16A Bosa San José-Colina Calle 153,[10] parada en Colina Calle 153 aledaña a la Avenida Boyacá e inicia retorno a Bosa al sur.
- B926 Mazuren,[11] parada sentido occidente a oriente hasta la Avenida Novena.
- 634 Bosa San José-Calle 153 (oriente),[12] parada en la Avenida Novena e inicia su retorno a Bosa al sur por la Carrera Séptima.
- B130 Cardio Infantil[13]-C130 Suba Berlín,[14] parada en los barrios El Pinar y Tuna Baja
- 11-7 El Pinar,[15] ruta de alimentación para el Portal Suba con paradas en el barrio homónimo, Tuna Baja y Campanella

## Sitios de interés
- Parque La Sonora
- Río Torca
- Parque El Moral
- Parque Icata 1
- Colegio Anglo Colombiano
- Liceo Cervantes Norte
- Colegio Sagrado Corazón de Jesús Bethlemitas
- Club El Carmel
- Colegio Colombo Hebreo
- Río Córdoba
- Parque La Sirena
- Parque Pinar de Suba
- Hospital de Suba
- Monasterio de La Inmaculada Concepción
- Liceo Fesan